# 反発
| ウィキペディアには「反発」という見出しの百科事典記事はありません（タイトルに「反発」を含むページの一覧/「反発」で始まるページの一覧）。 代わりにウィクショナリーのページ「反発」が役に立つかもしれません。 |